# ウォルター・ウィレット
ウォルター・ウィレット（Walter Willett、1945年 - ）は、アメリカ合衆国の医師。ハーバード大学公衆衛生大学院教授。栄養疫学研究の第一人者。

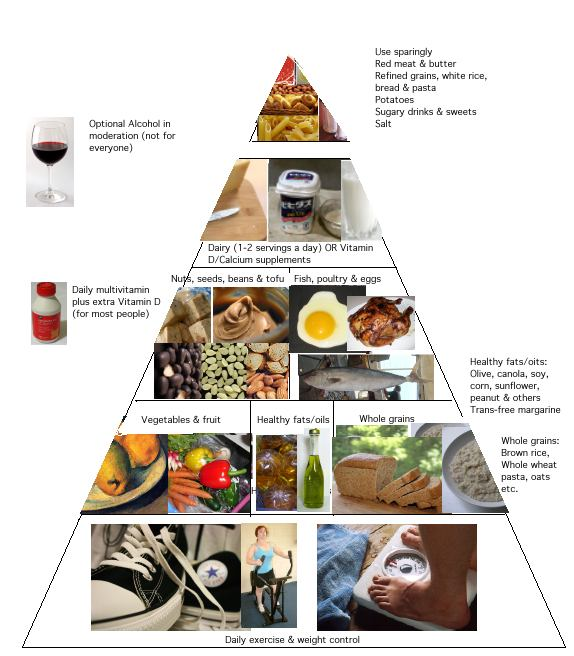
健康な食事ピラミッド（healthy eating pyramid） ハーバード大学

アメリカの女性看護師の疫学研究 Nurses' Health Study (NHS)、男性医療従事者の疫学研究 Health Professionals Follow-up Study (HPFS)といった大規模な前向きコホート研究を指揮している。こうした研究調査のための体系手法を開発し『食事調査のすべて』としてまとめられ出版されている。日本でも国立健康・栄養研究所の研究者によって翻訳された。アメリカの食生活指針はこうした調査結果が十分に反映されていないとして、『太らない、病気にならない、おいしいダイエット』という著書で疫学的な根拠に基づいた食生活指針を提唱している。こうした食生活指針を反映したイラストをヘルシーフードピラミッドとして紹介している
2007年の世界がん研究基金とアメリカがん研究協会による、7000以上の研究から分析したがん予防の報告書の作成にもパネラーとして参加し、また作成した論文も膨大に引用されている。

## 受賞歴
- 野菜の栽培で、青少年野菜栽培協会によってミシガン州チャンピオンに選ばれた[4]。
- 2004年、本田賞を受賞[5]。

## 著書
- Walter Willett『食事調査のすべて 栄養疫学』田中平三 監訳（第2版）、第一出版、2003年6月。ISBN 4-8041-1051-8。 - 原タイトル：Nutritional epidemiology. (2nd ed.)
- Walter C. Willett; P. J. Skerrett (2001-07-31). Eat, Drink, and Be Healthy: The Harvard Medical School Guide to Healthy Eating. Free Press. ISBN 0-684-86337-5
  - ウォルター・C・ウィレット『太らない、病気にならない、おいしいダイエット ハーバード・メディカル・スクール公式ガイド』前田和久 訳、光文社、2003年5月。ISBN 4-334-97396-5。
  - ウォルター・C・ウィレット (2004年11月17日). “研究進捗レポート：最良の食生活を求めて” (PDF).  本田財団. 2017年11月13日閲覧。